# Johannes Cornelis Hendrik de Meijere
Johannes Cornelis Hendrik de Meijere, född 1 april 1866 i Deventer, död 6 november 1947 i Amsterdam, var en  nederländsk entomolog och zoolog som beskrev många nya arter av tvåvingar.